# Dominicaanse Republiek op de Olympische Spelen
De Dominicaanse Republiek is een van de landen die deelneemt aan de Olympische Spelen. Het land debuteerde op de Zomerspelen van 1964, sindsdien nam het aan alle edities deel. Het heeft nog nooit deelgenomen aan de Winterspelen.
Parijs 2024 was voor de Dominicaanse Republiek de zestiende deelname aan de Zomerspelen.

## Medailles en deelnames
Er werden vijftien medailles gewonnen. Deze werden in de atletiek (6), het boksen (4), in het gewichtheffen (2), bij taekwondo (2) en in honkbal behaald.
Bokser Pedro Nolasco veroverde in 1984 met de bronzen medaille bij de bantamgewichten de eerste medaille. De eerste gouden medaille werd twintig jaar later in 2004 door Félix Sánchez behaald op de 400 meter horden. In 2008 werd de oogst verdubbeld middels een gouden medaille door bokser Manuel Félix Díaz (halfweltergewicht) en een zilveren medaille door taekwondoka Yulius Gabriel Mercedes (vlieggewicht). In 2012 werd de oogst van 2008 geëvenaard. Félix Sánchez werd de eerste meervoudige medaillewinnaar, hij won weer goud op de 400 m horden en Luguelín Santos won zilver op de 400 meter. In 2016 won alleen taekwondoka Luisito Pie een medaille (brons). Op de Spelen van 2020 werden vijf medailles gewonnen in de drie olympische sporten atletiek, gewichtheffen en honkbal. Atlete Marileidy Paulino won hierbij twee zilveren medailles, samen met een bronzen medaille voor worstelaarster Crismery Santana waren dit de eerste medailles door vrouwen behaald. Luguelín Santos behaalde ook voor de tweede keer een zilveren medaille.

### Overzicht
De tabel geeft een overzicht van de jaren waarin werd deelgenomen, het aantal gewonnen medailles en de eventuele plaats in het medailleklassement.
| Jaar   | Goud · | Zilver · | Brons · | Totaal | Rang |
| 1964   | 0      | 0        | 0       | 0      | -    |
| 1968   | 0      | 0        | 0       | 0      | -    |
| 1972   | 0      | 0        | 0       | 0      | -    |
| 1976   | 0      | 0        | 0       | 0      | -    |
| 1980   | 0      | 0        | 0       | 0      | -    |
| 1984   | 0      | 0        | 1       | 1      | 43   |
| 1988   | 0      | 0        | 0       | 0      | -    |
| 1992   | 0      | 0        | 0       | 0      | -    |
| 1996   | 0      | 0        | 0       | 0      | -    |
| 2000   | 0      | 0        | 0       | 0      | -    |
| 2004   | 1      | 0        | 0       | 1      | 54   |
| 2008   | 1      | 1        | 0       | 2      | 47   |
| 2012   | 1      | 1        | 0       | 2      | 46   |
| 2016   | 0      | 0        | 1       | 1      | 78   |
| 2020   | 0      | 3        | 2       | 5      | 68   |
| 2024   | 1      | 0        | 2       | 3      | 59   |
| Totaal | 4      | 5        | 6       | 15     | -    |

### Per deelnemer
| Editie | Sport         | Olympiër                                                                                    | Onderdeel                      | Medaille |
| ------ | ------------- | ------------------------------------------------------------------------------------------- | ------------------------------ | -------- |
| 1984   | Boksen        | Pedro Nolasco                                                                               | bantamgewicht (m)              | Brons    |
| 2004   | Atletiek      | Félix Sánchez                                                                               | 400 m horden (m)               | Goud     |
| 2008   | Boksen        | Manuel Félix Díaz                                                                           | halfweltergewicht (-64 kg) (m) | Goud     |
| 2008   | Taekwondo     | Yulius Gabriel Mercedes                                                                     | vlieggewicht (-56 kg) (m)      | Zilver   |
| 2012   | Atletiek      | Luguelín Santos                                                                             | 400 m (m)                      | Zilver   |
| 2012   | Atletiek      | Félix Sánchez                                                                               | 400 m horden (m)               | Goud     |
| 2016   | Taekwondo     | Luisito Pie                                                                                 | vlieggewicht (-58 kg) (m)      | Brons    |
| 2020   | Atletiek      | Marileidy Paulino                                                                           | 400 m (v)                      | Zilver   |
| 2020   | Atletiek      | Anabel Medina Ventura Marileidy Paulino Lidio Andrés Feliz Alexander Ogando Luguelín Santos | 4x 400 m gemengde estafette    | Zilver   |
| 2020   | Gewichtheffen | Zacarías Bonnat                                                                             | middengewicht (-81 kg) (m)     | Zilver   |
| 2020   | Gewichtheffen | Crismery Santana                                                                            | zwaargewicht (-87 kg) (v)      | Brons    |
| 2020   | Honkbal       | Olympisch team                                                                              | mannen                         | Brons    |

Afghanistan · Albanië · Algerije · Amerikaans-Samoa · Amerikaanse Maagdeneilanden · Andorra · Angola · Antigua en Barbuda · Argentinië · Armenië · Aruba · Australië · Azerbeidzjan · Bahama's · Bahrein · Bangladesh · Barbados · België · Belize · Benin · Bermuda · Bhutan · Bolivia · Bosnië en Herzegovina · Botswana · Brazilië · Britse Maagdeneilanden · Brunei · Bulgarije · Burkina Faso · Burundi · Cambodja · Canada · Centraal-Afrikaanse Republiek · Chili · China · Chinees Taipei · Colombia · Comoren · Congo-Brazzaville · Congo-Kinshasa · Cookeilanden · Costa Rica · Cuba · Cyprus · Denemarken · Djibouti · Dominica · Dominicaanse Republiek · Duitsland · Ecuador · Egypte · El Salvador · Equatoriaal-Guinea · Eritrea · Estland · Ethiopië · Fiji · Filipijnen · Finland · Frankrijk · Gabon · Gambia · Georgië · Ghana · Grenada · Griekenland · Groot-Brittannië · Guam · Guatemala · Guinee · Guinee-Bissau · Guyana · Haïti · Honduras · Hongarije · Hongkong · Ierland · IJsland · India · Indonesië · Irak · Iran · Israël · Italië · Ivoorkust · Jamaica · Japan · Jemen · Jordanië · Kaaimaneilanden · Kaapverdië · Kameroen · Kazachstan · Kenia · Kirgizië · Kiribati · Koeweit · Kosovo · Kroatië · Laos · Lesotho · Letland · Libanon · Liberia · Libië · Liechtenstein · Litouwen · Luxemburg · Madagaskar · Malawi · Malediven · Maleisië · Mali · Malta · Marokko · Marshalleilanden · Mauritanië · Mauritius · Mexico · Micronesië · Moldavië · Monaco · Mongolië · Montenegro · Mozambique · Myanmar · Namibië · Nauru · Nederland · Nepal · Nicaragua · Nieuw-Zeeland · Niger · Nigeria · Noord-Korea · Noord-Macedonië · Noorwegen · Oeganda · Oekraïne · Oezbekistan · Oman · Oost-Timor · Oostenrijk · Pakistan · Palau · Palestina · Panama · Papoea-Nieuw-Guinea · Paraguay · Peru · Polen · Portugal · Puerto Rico · Qatar · Roemenië · Rusland · Rwanda · Saint Kitts en Nevis · Saint Lucia · Saint Vincent en de Grenadines · Salomonseilanden · Samoa · San Marino · Saoedi-Arabië · Sao Tomé en Principe · Senegal · Servië · Seychellen · Sierra Leone · Singapore · Slovenië · Slowakije · Somalië · Spanje · Sri Lanka · Soedan · Suriname · Swaziland · Syrië · Tadzjikistan · Tanzania · Thailand · Togo · Tonga · Trinidad en Tobago · Tsjaad · Tsjechië · Tunesië · Turkije · Turkmenistan · Tuvalu · Uruguay · Vanuatu · Venezuela · Verenigde Arabische Emiraten · Verenigde Staten · Vietnam · Wit-Rusland · Zambia · Zimbabwe · Zuid-Afrika · Zuid-Korea · Zuid-Soedan · Zweden · Zwitserland
Historische landen: Bohemen · Bondsrepubliek Duitsland · Brits-Indië · Duitse Democratische Republiek · Joegoslavië · Malaya · Nederlandse Antillen · Noord-Borneo · Noord-Jemen · Saarland · Servië en Montenegro · Sovjet-Unie · Tsjecho-Slowakije · West-Indische Federatie · Zuid-Jemen
Bijzondere deelnames: Onafhankelijke olympische atleten · Vluchtelingenteam 
 Australazië · Duits Eenheidsteam · Gemengd team · Gezamenlijk Team